# Loting

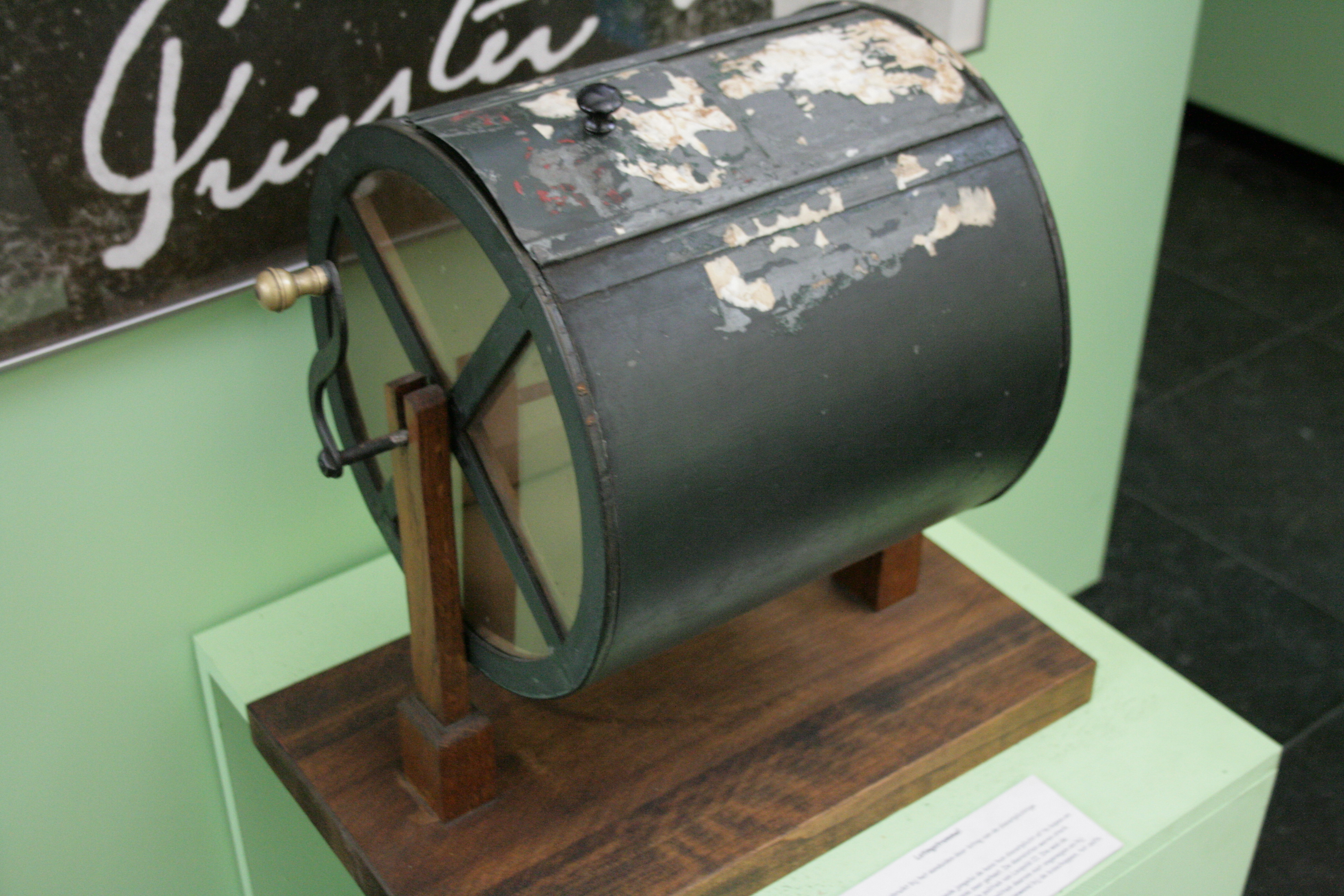
Lotingstrommel

Men spreekt van loting als een toevalsgenerator gebruikt wordt om rechten of plichten aan bepaalde personen toe te kennen. Als de toevalsgenerator wordt gebruikt om geld of andere waarden aan bepaalde personen te geven spreekt men van een loterij.

## Techniek van de loting
Bij een gewone loting waarbij {\displaystyle K} uit {\displaystyle N} personen moeten worden getrokken, moet, wil de loting eerlijk verlopen, iedereen een kans van {\displaystyle K/N} hebben om getrokken te worden. Dit kan bijvoorbeeld worden uitgevoerd door iedere persoon een verschillend willekeurig getal in de range {\displaystyle 1,\ldots ,N} toe te kennen. De nummers {\displaystyle 1,\ldots ,K} worden dan gekozen. Bij een gewogen loting hebben niet alle personen dezelfde kans. Deze loting kan bijvoorbeeld worden uitgevoerd door de personen en de toe te kennen plaatsen in klassen in te delen, waarbij voor iedere klasse apart geloot wordt.

## Toepassing van loting
Loting wordt of werd toegepast bij
- Het bepalen van de tegenstanders bij sportwedstrijden
- Het bepalen van de winnaar bij sportwedstrijden (kop of munt)
- Het bepalen van wie of welk team er met een sportwedstrijd mag beginnen (kop of munt)
- Het kiezen van personen voor een functie in een vereniging bij een gelijk aantal stemmen
- Het kiezen tussen twee familieleden die beide in een gemeenteraad zijn gekozen
- Het kiezen van de dienstplichtigen die ook werkelijk moeten opkomen (de loteling)
- Het kiezen van juryleden bij juryrechtspraak
- Het toekennen van bouwkavels aan belangstellenden
- Het plaatsen van studenten bij een numerus fixus
- Het bepalen van de plaats van de stempeling op het stembiljet